# Dactylorhiza delamainii
Dactylorhiza delamainii är en orkidéart som först beskrevs av Gottfried Keller och Thomas Stephenson, och fick sitt nu gällande namn av Károly Rezsö Soó von Bere. Dactylorhiza delamainii ingår i Handnyckelsläktet som ingår i familjen orkidéer. Inga underarter finns listade i Catalogue of Life.